# Birlan
Birlan (persiska: بيرلان, بیلان, Bīrlān) är en ort i Iran. Den ligger i provinsen Västazarbaijan, i den nordvästra delen av landet, 600 km väster om huvudstaden Teheran. Birlan ligger 1 297 meter över havet och antalet invånare är 148.
Terrängen runt Birlan är platt österut, men västerut är den kuperad. Terrängen runt Birlan sluttar österut.Runt Birlan är det ganska tätbefolkat, med 185 invånare per kvadratkilometer. Närmaste större samhälle är Urmia, 8,7 km väster om Birlan. Trakten runt Birlan består till största delen av jordbruksmark.